# Interfaccia uomo-macchina

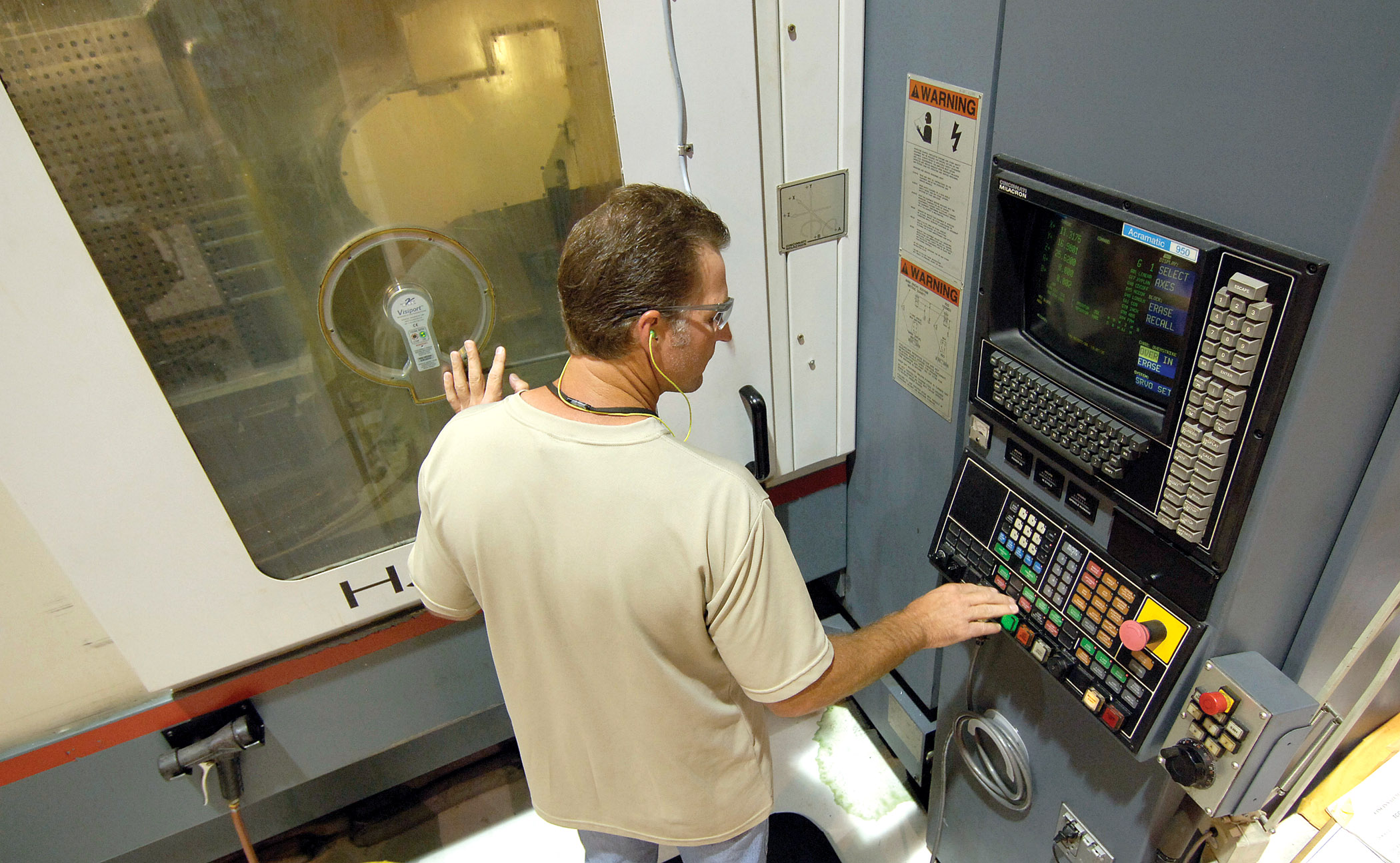
Interfaccia uomo-macchina di una macchina utensile con controllo numerico computerizzato (CNC)

Interfaccia uomo-macchina IUM (in inglese Human-Machine Interface, HMI) si riferisce allo strato che separa un essere umano che sta utilizzando una macchina dalla macchina stessa, consentendone l'interazione reciproca. In ambito informatico (ma non solo) è chiamata anche interfaccia utente (anche conosciuta come UI, dall'inglese User Interface).
La parola, in inglese si è evoluta da Man-Machine Interface, MMI, usato per decenni.
In generale, tale espressione può riferirsi ad una macchina di qualsiasi natura, tra cui calcolatore, smartphone, televisori, macchinari industriali, ecc.
Esempi di interfacce uomo-macchina sono:
- L'insieme dei dispositivi hardware che utilizza un utente per inviare e ricevere informazioni da un calcolatore, tra cui sistemi di puntamento (ad esempio mouse), tastiera e monitor
- L'interfaccia grafica di un software, che può comprendere ad esempio finestre, icona, ecc., oppure, nei casi più semplici, può essere costituita da un'interfaccia a riga di comando
- Il pannello di controllo di un macchinario, costituito da pulsantiere, levette di comando, monitor, spie luminose, ecc.

## Descrizione
L'interfaccia utente comprende il flusso di informazioni per il supporto delle decisioni, attraverso:
- messaggi visivi – generalmente forniti da uno schermo o monitor
- messaggi sonori – altoparlanti, sirene, ricetrasmittenti
- azioni di controllo – tastiere, pulsanti, interruttori

Un insieme di più monitor, dispositivi e superfici di controllo forma una console o stazione di controllo. Da una console, un operatore visiona le informazioni, riceve notifiche ed esegue azioni di controllo.
Una sala di controllo può contenere una o più stazioni di controllo.

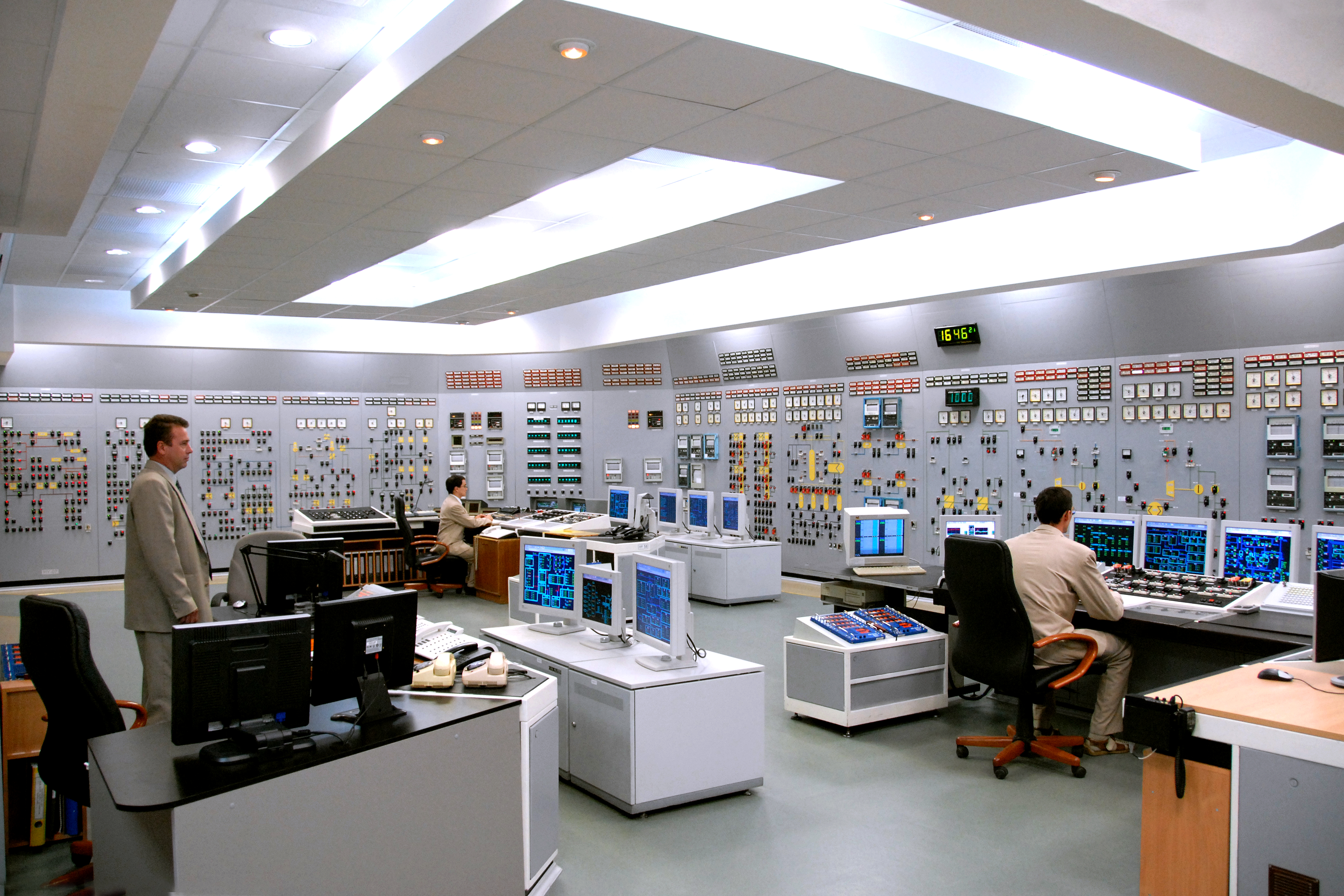
Sala di controllo di una centrale nucleare

La sala di controllo e le stazioni di controllo possono essere trovate in molte applicazioni diverse, come ad esempio:
- Torre di controllo di un aeroporto;
- Centro di controllo di polizia e ambulanza;
- Centrale nucleare.

La progettazione dell'abitacolo di aeroplani ed elicotteri comprende la progettazione di interfacce utente altamente specializzate, ma anche applicazioni su larga scala come lavatrici o lavastoviglie necessitano di un'interfaccia utente.
In ogni caso in tale ambito per le interfacce uomo-macchina risultano di primaria importanza i concetti di usabilità e accessibilità per garantire un uso tipicamente user-friendly della macchina stessa a ogni tipologia di soggetto e che spesso ne decidono il relativo successo commerciale come accaduto per i personal computer.
Nell'automotive, con l'avvento dei quadri di bordo digitali, sta diventando sempre più importante lo studio approfondito della migliore interfaccia uomo-macchina.

## In informatica

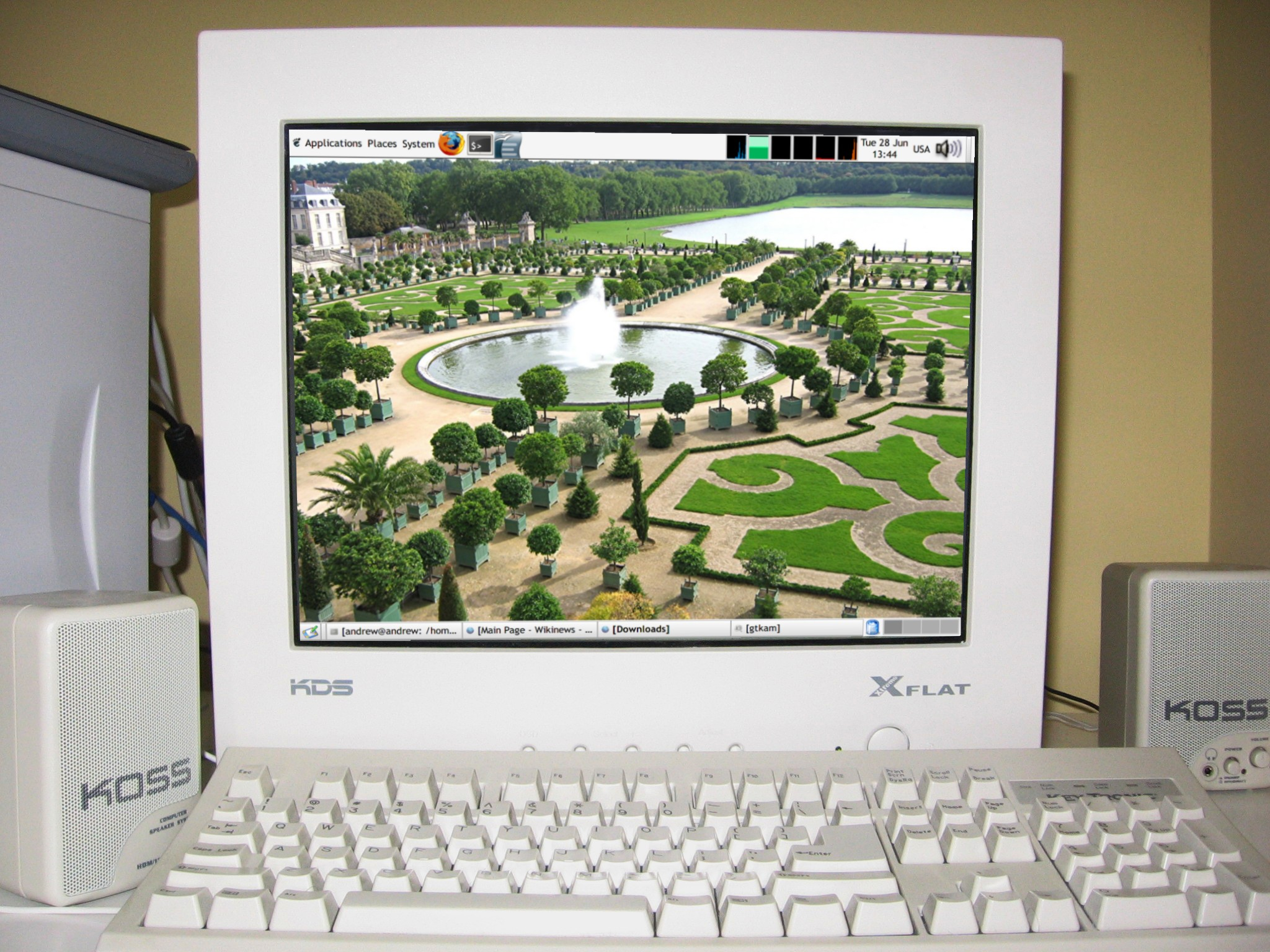
Il monitor di un computer è un esempio di interfaccia uomo-macchina.

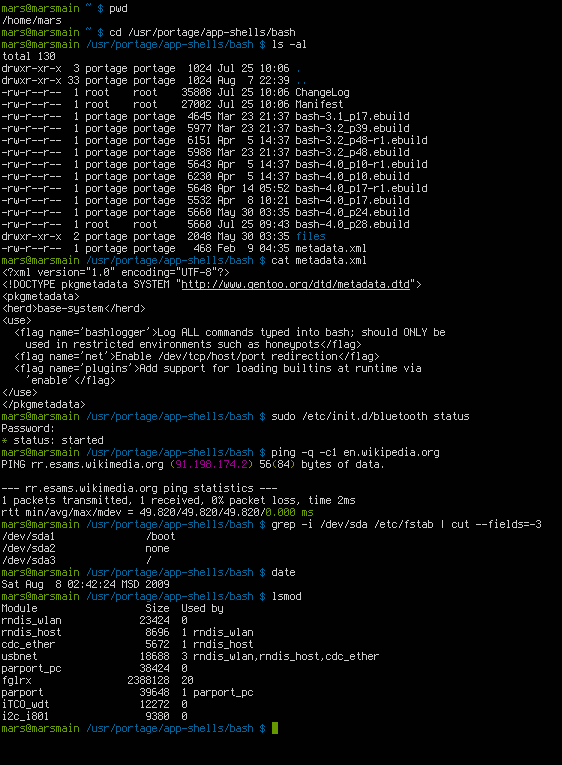
Interfaccia a riga di comando

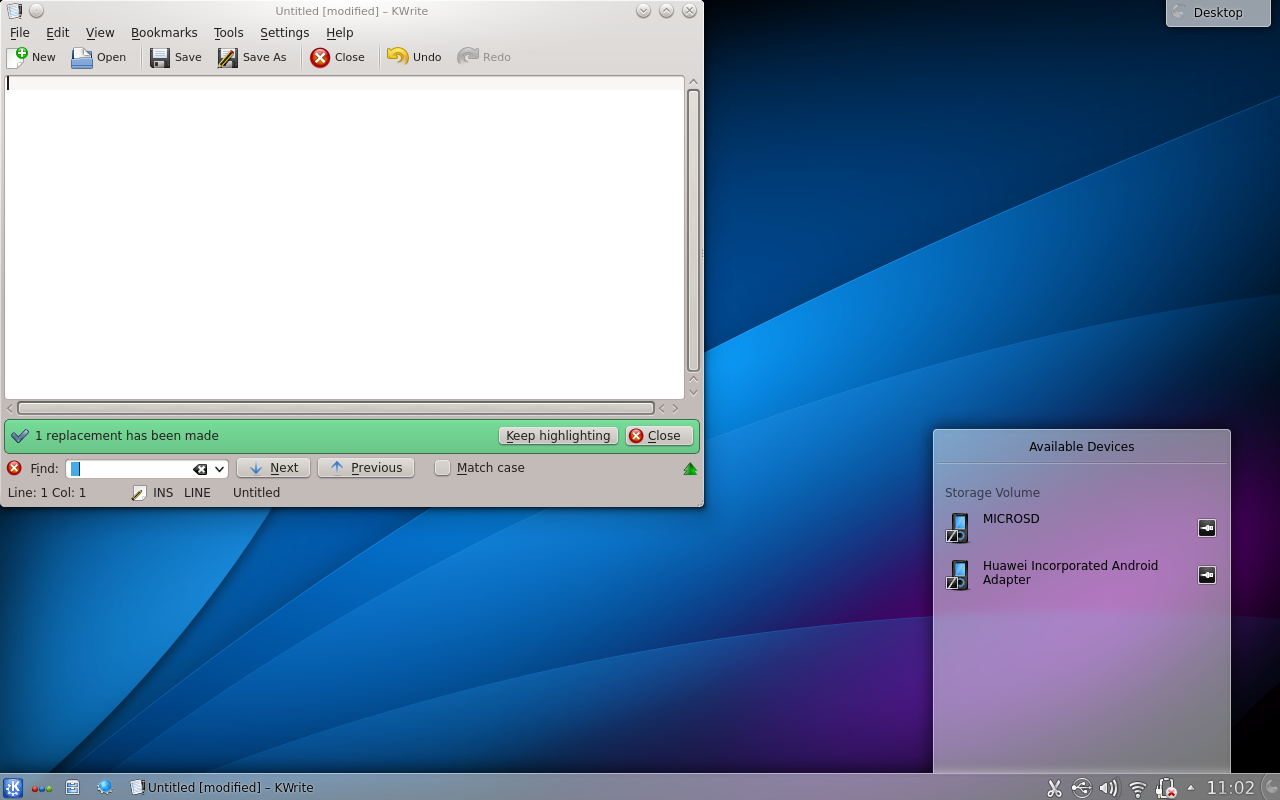
Interfaccia grafica KDE

Nel campo dell'informatica, spesso le interfacce utente lato software sono costituite da interfacce grafiche (Graphical User Interface o GUI), che permette l'interazione con l'utente con il software (sistemi operativi e applicazioni) attraverso metafore grafiche di immediata comprensibilità piuttosto che con comandi da tastiera (interfaccia a riga di comando o Command Line Interface, CLI).
Le due interfacce utente lato software più comunemente utilizzato sono quindi:
- Interfaccia a riga di comando (CLI) – utilizzata ad esempio dai sistemi operativi DOS
- Interfaccia grafica (GUI) – utilizzata ad esempio dai sistemi operativi Windows, macOS e Linux

L'interfaccia utente viene generalmente realizzata come strato software "esterno" alla parte del sistema operativo o del programma che contiene invece la logica dell'esecuzione o elaborazione. Questo significa che i dati immessi dall'utente, o che a quest'ultimo sono resi disponibili, non sono generati all'interno del codice che gestisce l'interfaccia stessa, ma in uno strato soprastante a diretto contatto con l'utente. Il vantaggio è che è possibile sviluppare indipendentemente lo strato che realizza e implementa l'interfaccia da quello che realizza la logica di esecuzione o l'accesso ai dati (divide et impera), al punto che, in ambito applicazioni web, sono sorti design pattern come il Model View Controller (MVC).

## Nella fantascienza
Nella fantascienza, il termine "interfaccia uomo-macchina" è talvolta usato per riferirsi a quello che è meglio descritto come "interfaccia neurale diretta", ovvero una qualche tecnologia in grado di operare una connessione diretta tra il sistema nervoso umano e un computer. Nella realtà, non si tratta di fantascienza, tenendo conto degli studi condotti dalla CIA negli anni '50 del secolo scorso per il Progetto MKULTRA, recentemente ripresi e persino ammessi dal teorico del World Economic Forum Yuval Noah Harari, circa il controllo dell'umano attraverso l'integrazione nel cervello di microchips o nanochips di ultima generazione, con l'ambizione di realizzare uno dei punti essenziali della Quarta rivoluzione industriale o Industria 4.0.